# Porträt der Doña Isabel de Porcel
Das Porträt der Doña Isabel de Porcel ist ein Ölgemälde des spanischen Malers Francisco de Goya. Es entstand zwischen 1804 und 1805 und stellt Isabel Lobo Velasco de Porcel, die Frau des spanischen Politikers Antonio de Porcel, dar. Das Werk befindet sich seit 1896 im Besitz der National Gallery in London und ist Teil der ständigen öffentlichen Gemäldeausstellung.

## Hintergrund
Isabel Lobo Velasco de Porcel wurde 1780 geboren und stammte aus der andalusischen Kleinstadt Ronda. Ihr Vater, Joaquín Lobo y Velasco, war Beamter in der örtlichen Stadtverwaltung und ihre Mutter, María Mercedes Velasco y Mendieta, stammte aus Sevilla und zog nach dem Tod ihres Mannes mit ihren sechs Kindern nach Madrid. Dort heiratete Doña Isabel 1802 den 46-jährigen, verwitweten Politiker Antonio de Porcel, dem sie zwischen 1802 und 1807 insgesamt vier Kinder gebar. Sie starb 1842, zehn Jahre nach dem Tod ihres Mannes 1832.
Antonio de Porcel wurde 1755 geboren und stammte aus der andalusischen Provinz Granada. Er war Mitglied des einflussreichen Kastilienrates sowie des Indienrates und war zudem als Minister zuständig für die gesamten spanischen Besitztümer in Nord- und Südamerika und bekleidete zeitlebens weitere hohe politische Ämter. Er war mit den aufklärerischen Staatsmännern Manuel de Godoy und Gaspar Melchor de Jovellanos befreundet, die ihn in Kontakt mit Goya brachten, welcher in der Nähe des Anwesens des Ehepaars in Madrid lebte und zuvor auch schon Porträts der beiden Politiker angefertigt hatte.

## Entstehung

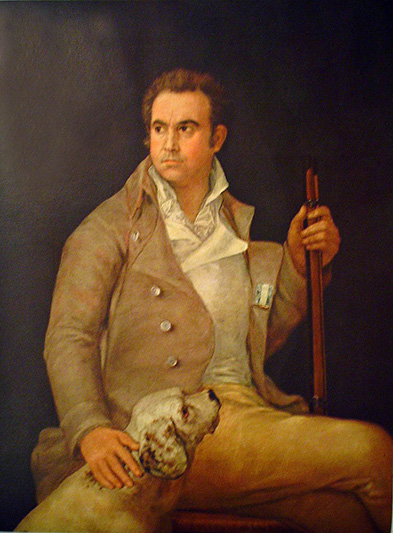
Porträt ihres Ehemanns Don Antonio de Porcel (1806), Öl auf Leinwand, 113 × 83 cm, 1956 bei einem Brand zerstört

Als Ausdruck der Dankbarkeit für die ihm von den Porcels entgegengebrachte Wertschätzung und Gastfreundschaft malte Goya in der Folge sowohl ein Porträt der Doña Isabel (1804–1805) als auch ihres Mannes (1806). Letzteres zeigte ihn in Jagdkleidung, ein Gewehr haltend und einen Jagdhund an seiner Seite. Es wurde 1956 durch einen Brand am Aufbewahrungsort im Jockey Club in Buenos Aires zerstört. Eine Schwarzweißfotografie des Gemäldes blieb jedoch erhalten.
Kurz nach der Vollendung des Porträts der Doña Isabel ließ Goya es 1805 zusammen mit dem Porträt der Marquesa de Villafranca in der Real Academia de Bellas Artes de San Fernando ausstellen, was als Ausdruck seiner eigenen Zufriedenheit mit den beiden Werken gewertet werden kann, da er es dadurch der öffentlichen Begutachtung und kritischen Beurteilung durch andere Künstler und Akademiker aussetzte. In den Ausstellungsunterlagen wurde es als Porträt der Ehefrau des Don Antonio de Porcel geführt, was in jüngster Zeit die Identifizierung der Doña Isabel als Ehefrau Don Antonios erst möglich machte.

## Bildaufbau
Das bis zur Hüfte reichende Porträt stellt eine junge Frau dar, die in ein traditionelles andalusisches Gewand gehüllt ist. Über einer weißen Bluse trägt sie ein rosafarbiges Atlaskleid, über das wiederum eine schwarze Spitzenmantille geworfen ist, die ihr Gesicht umrahmt und ihren Oberkörper teilweise verhüllt. Die dunkle Kleidung und der nur unmerklich hellere Bildhintergrund stehen in Kontrast zur hellen, fast blass wirkenden Haut der Frau.
Ihr ausdrucksvolles Gesicht wird umrahmt von dunkelblonden, halblangen und locker gescheitelten Haaren, deren leicht gekräuselte Spitzen seitlich auf ihr Gesicht herabfallen und dabei die Ohren freilassen. Der lebhafte Ausdruck wird durch ihre großen, schwarzen und leicht zur Seite gerollten Augen sowie durch ihre wohlgeformten roten Lippen noch verstärkt.
Ihr Körper ist leicht nach links gedreht, der Kopf dagegen nach rechts, was wiederum zur Ausgewogenheit der Darstellung beiträgt. Ihre Hände ruhen auf dem Schoß bzw. sind auf die Hüften gestützt und runden dadurch den unteren Teil der Halbfigur ab. Die leichte perspektivische Verkürzung verleiht dem Bild überdies räumliche Tiefe und lässt es auch ohne ausgestalteten Hintergrund und schmückendes Beiwerk realistisch erscheinen.

## Interpretation

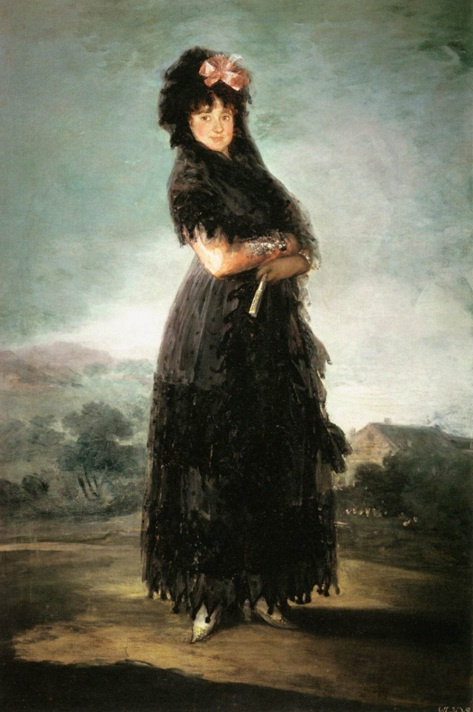
Porträt der Mariana Waldstein, Marquise de Santa Cruz, um 1798, im Stil einer maja gekleidet

Goya bildete Doña Isabel, wie auch viele andere der von ihm porträtierten Frauen, im Gewand einer maja ab, also einer Frau der unteren Schichten, die sich trotz ihrer einfachen Herkunft bewusst modisch und elegant kleidete, eine Mode, die die Damen der gehobeneren Schichten zur damaligen Zeit häufig zu imitieren versuchten.
Die Darstellung der Doña Isabel wird häufig als die einer attraktiven, lebhaften jungen Frau angesehen, die in der Blüte ihrer Schönheit steht und sich in selbstbewusster und stolzer Haltung präsentiert. Hervorgehoben wird insbesondere oft auch die sinnliche Qualität des Porträts, das „pralle Körperhafte“, das etwa durch die vollen roten Lippen oder die großen runden Augen noch zusätzlich betont wird.

## Untersuchungen
Das Gemälde wurde 1980 im Auftrag der National Gallery einer intensiven Reinigung unterzogen, um die ursprüngliche Farbintensität und -helligkeit wiederherzustellen. Im Laufe der Behandlung wurden zudem umfangreiche Analysen durchgeführt, die teils erstaunliche Ergebnisse lieferten.

### Identifizierung der Abgebildeten
Der Name der Porträtierten wird fälschlicherweise häufig mit Isabel Cobos de Porcel angegeben, da dies die moderne Beschriftung ist, die während der Doublierung der Leinwand Ende des 19. Jahrhunderts auf der hinteren, verstärkenden Leinwand angebracht wurde.
Bei der Entfernung der hinteren Leinwand 1980 zeigte sich jedoch, dass sich auf der Originalleinwand noch eine ältere handschriftliche Aufschrift verbarg: La Exma. Sra. Dna. Lobo de Porcel (ausgeschrieben: La Excelentísima Señora Doña Lobo de Porcel; dt. Ihre Exzellenz Señora Doña Lobo de Porcel) und daran anschließend Goyas Signatur Pintado por Goya (dt. gemalt von Goya). Der Familienname Cobos der modernen Aufschrift konnte dadurch als falsche Übertragung des eigentlich richtigen Lobo enthüllt werden.

### Röntgenuntersuchung

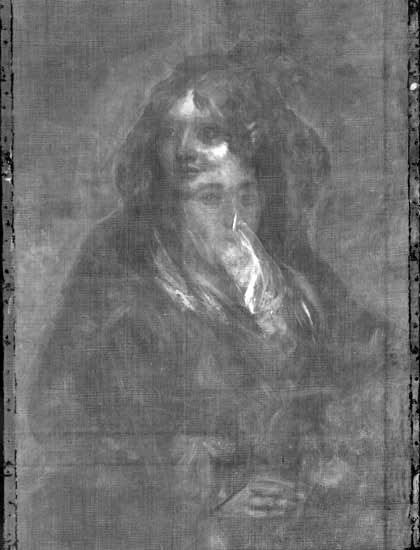
Röntgenuntersuchung des Gemäldes

Eine Röntgenuntersuchung des Gemäldes erbrachte den Befund, dass es über ein weiteres (fast) vollendetes Porträt eines Mannes in Uniform gemalt wurde, welches jedoch nicht sicher Goya zugeordnet werden kann. Die alte Leinwand wurde vor der erneuten Benutzung nicht neu grundiert, weshalb heute unter anderem das rechte Auge des Mannes leicht durch das Kinn der Doña Isabel hindurchscheint.
Der Porträtierte ist etwas tiefer platziert auf der Leinwand – das Kinn der Doña Isabel verläuft quer über seine Augen – und blickt in Richtung des Betrachters, mit leicht nach links gedrehtem Kopf und Körper. Er trägt eine Uniform, die sich in dieser Art in keinem weiteren von Goyas Gemälden wiederfindet. Der Uniformrock
ist mit einer Vielzahl an schmalen Streifen verziert, die ein regelmäßiges, rechteckiges Muster bilden. Weiterhin erkennbar sind ein breites Revers und das Band eines Ordens auf der rechten Brustseite.
Dass das gut erkennbare Gesicht des Mannes typische Merkmale von Goyas Porträtierstil aufweist, etwa im Vergleich zu seinem Porträt des Armee-Arztes Don José Queraltó, macht eine Urheberschaft Goyas zwar wahrscheinlich, jedoch nicht gänzlich sicher. Ebenso wenig findet sich der Porträtierte sowie dessen auffällig gestaltete Uniform in anderen Bildern aus Goyas Werk wieder. Wahrscheinlicher, als dass der Künstler selbst das alte Porträt verworfen hat, scheint demnach, dass der Porträtierte möglicherweise vor 1805 verstarb oder aus einem anderen Grund Goya das Bild nicht abnehmen konnte.
Mithilfe der Röntgenaufnahmen konnten auch nachträgliche Änderungen am Porträt der Doña Isabel identifiziert werden. So war auf der linken Bildseite der Rock ursprünglich höher gemalt, was später korrigiert wurde, und es sollte der Ellbogen, wie auf der rechten Bildseite auch, vom Leinwandrand angeschnitten werden, was jedoch zugunsten einer ausgeglicheneren und mittigeren Darstellung der Porträtierten aufgegeben wurde.
Unklar bleibt einerseits, warum Goya die alte Leinwand nicht gedreht hat, um den Kopf des Mannes in den dunklen Bereichen des neuen Porträts zu verstecken, und andererseits, warum er überhaupt für eine Auftragsarbeit eine alte Leinwand erneut verwendete. Sicher scheint nur, dass die Wiederverwendung der Leinwand die Gestaltung des neuen Porträts beeinflusst haben muss, da Merkmale wie etwa der hoch platzierte und zur Seite gedrehte Kopf sowie die bildfüllende Dominanz des dunklen Gewandes ungewöhnlich sind für Goyas Werk.

## Sonstiges
Am 24. März 1958 gab die spanische Post zum Tag der Briefmarke 1958 eine Sonderausgabe mit Gemälden Goyas heraus, in der auch eine Briefmarke mit dem Motiv Doña Isabel de Porcel enthalten war. Es handelt sich hier nur um einen Ausschnitt, der spiegelverkehrt abgebildet war.